# Acrobotrys
Acrobotrys é um género botânico pertencente à família Rubiaceae.

## Espécies
Apresenta uma única espécie:
- Acrobotrys discolor